# Balan (Ardennes)
Pour les articles homonymes, voir Balan.
Balan est une commune française située dans le département des Ardennes, en région Grand Est.

## Géographie
Les communes limitrophes sont  Bazeilles, Givonne, Noyers-Pont-Maugis, Sedan et Wadelincourt.
| Sedan              | Givonne |           |
| Wadelincourt       | Balan   |           |
| Noyers-Pont-Maugis |         | Bazeilles |

### Hydrographie
La commune est dans le bassin versant de la Meuse au sein du bassin Rhin-Meuse. Elle est drainée par la Meuse et le ruisseau de Batelotte,.
La Meuse, d'une longueur de 486 km, est un fleuve européen qui prend sa source en France, dans la commune du Châtelet-sur-Meuse, à 409 mètres d'altitude, et se jette dans la mer du Nord après un cours long d'approximativement 950 kilomètres traversant la France, la Belgique et les Pays-Bas. Elle s'écoule du sud vers le nord et longe la commune sur une longueur d'environ 1,7 km, constituant une limite séparative avec les communes de Wadelincourt et de Noyers-Pont-Maugis à l'ouest.

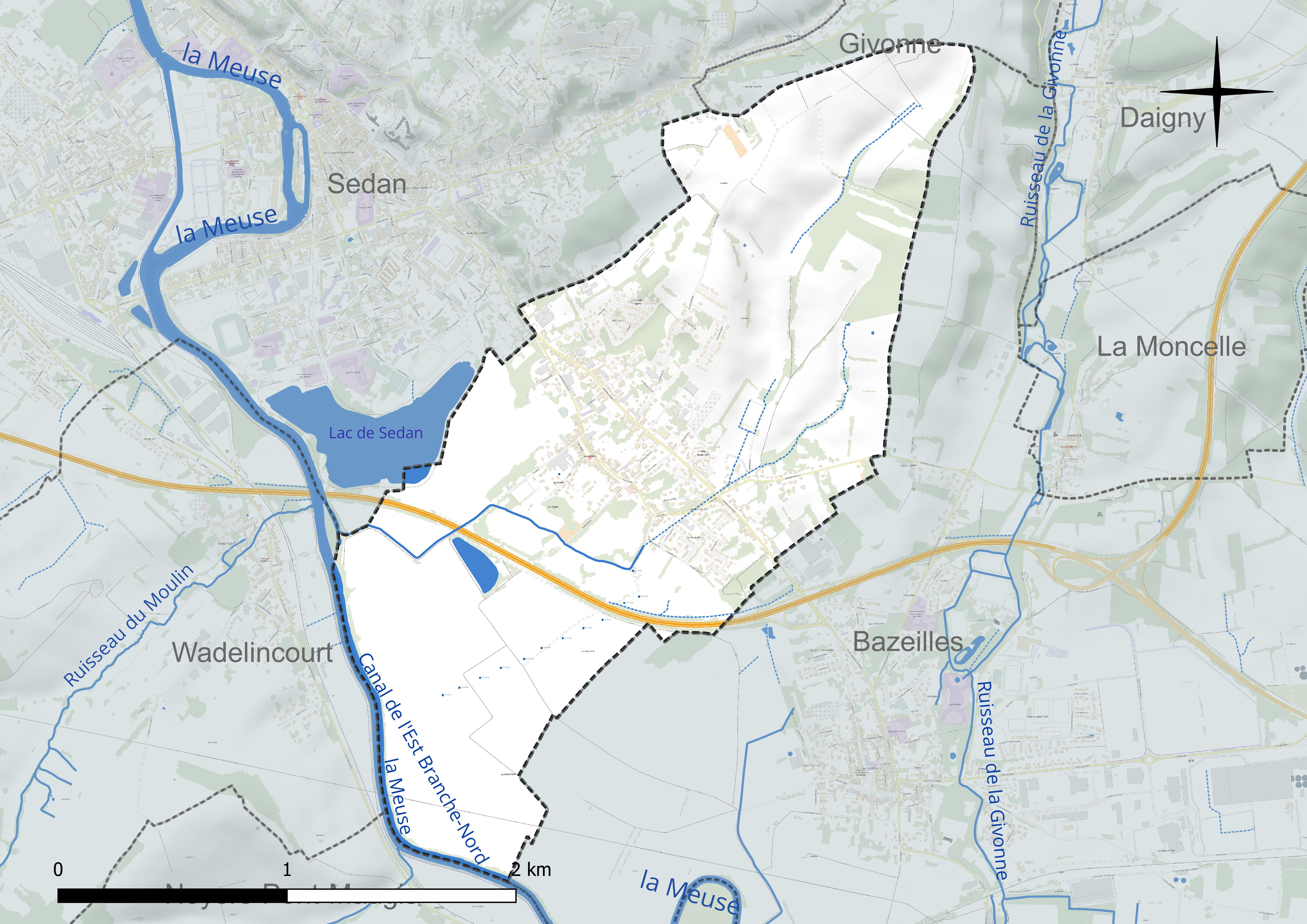
Réseau hydrographique de Balan.

Un plan d'eau complète le réseau hydrographique : le lac de Sedan, d'une superficie totale de 23,2 ha (0,7 ha sur la commune),.

### Climat
Pour des articles plus généraux, voir Climat du Grand Est et Climat des Ardennes.
En 2010, le climat de la commune est de type climat des marges montargnardes, selon une étude du Centre national de la recherche scientifique s'appuyant sur une série de données couvrant la période 1971-2000. En 2020, Météo-France publie une typologie des climats de la France métropolitaine dans laquelle la commune est exposée à un climat océanique altéré et est dans la région climatique Lorraine, plateau de Langres, Morvan, caractérisée par un hiver rude (1,5 °C), des vents modérés et des brouillards fréquents en automne et hiver.
Pour la période 1971-2000, la température annuelle moyenne est de 9,8 °C, avec une amplitude thermique annuelle de 15,5 °C. Le cumul annuel moyen de précipitations est de 921 mm, avec 12,9 jours de précipitations en janvier et 9,3 jours en juillet. Pour la période 1991-2020, la température moyenne annuelle observée sur la station météorologique de Météo-France la plus proche, « Douzy », sur la commune de Douzy à 6 km à vol d'oiseau, est de 10,5 °C et le cumul annuel moyen de précipitations est de 857,0 mm. 
La température maximale relevée sur cette station est de 40,3 °C, atteinte le 25 juillet 2019 ; la température minimale est de −14,8 °C, atteinte le 3 janvier 2004,,.
Les paramètres climatiques de la commune ont été estimés pour le milieu du siècle (2041-2070) selon différents scénarios d'émission de gaz à effet de serre à partir des nouvelles projections climatiques de référence DRIAS-2020. Ils sont consultables sur un site dédié publié par Météo-France en novembre 2022.

## Urbanisme

### Typologie
Au 1er janvier 2024, Balan est catégorisée ceinture urbaine, selon la nouvelle grille communale de densité à 7 niveaux définie par l'Insee en 2022.
Elle appartient à l'unité urbaine de Sedan, une agglomération intra-départementale dont elle est une commune de la banlieue,. Par ailleurs la commune fait partie de l'aire d'attraction de Sedan, dont elle est une commune de la couronne,. Cette aire, qui regroupe 31 communes, est catégorisée dans les aires de moins de 50 000 habitants,.

### Occupation des sols
L'occupation des sols de la commune, telle qu'elle ressort de la base de données européenne d’occupation biophysique des sols Corine Land Cover (CLC), est marquée par l'importance des territoires agricoles (78,2 % en 2018), en diminution par rapport à 1990 (82,4 %). La répartition détaillée en 2018 est la suivante : 
prairies (60,8 %), zones urbanisées (21,4 %), terres arables (14,3 %), zones agricoles hétérogènes (3,1 %), eaux continentales (0,4 %). L'évolution de l’occupation des sols de la commune et de ses infrastructures peut être observée sur les différentes représentations cartographiques du territoire : la carte de Cassini (XVIIIe siècle), la carte d'état-major (1820-1866) et les cartes ou photos aériennes de l'IGN pour la période actuelle (1950 à aujourd'hui).

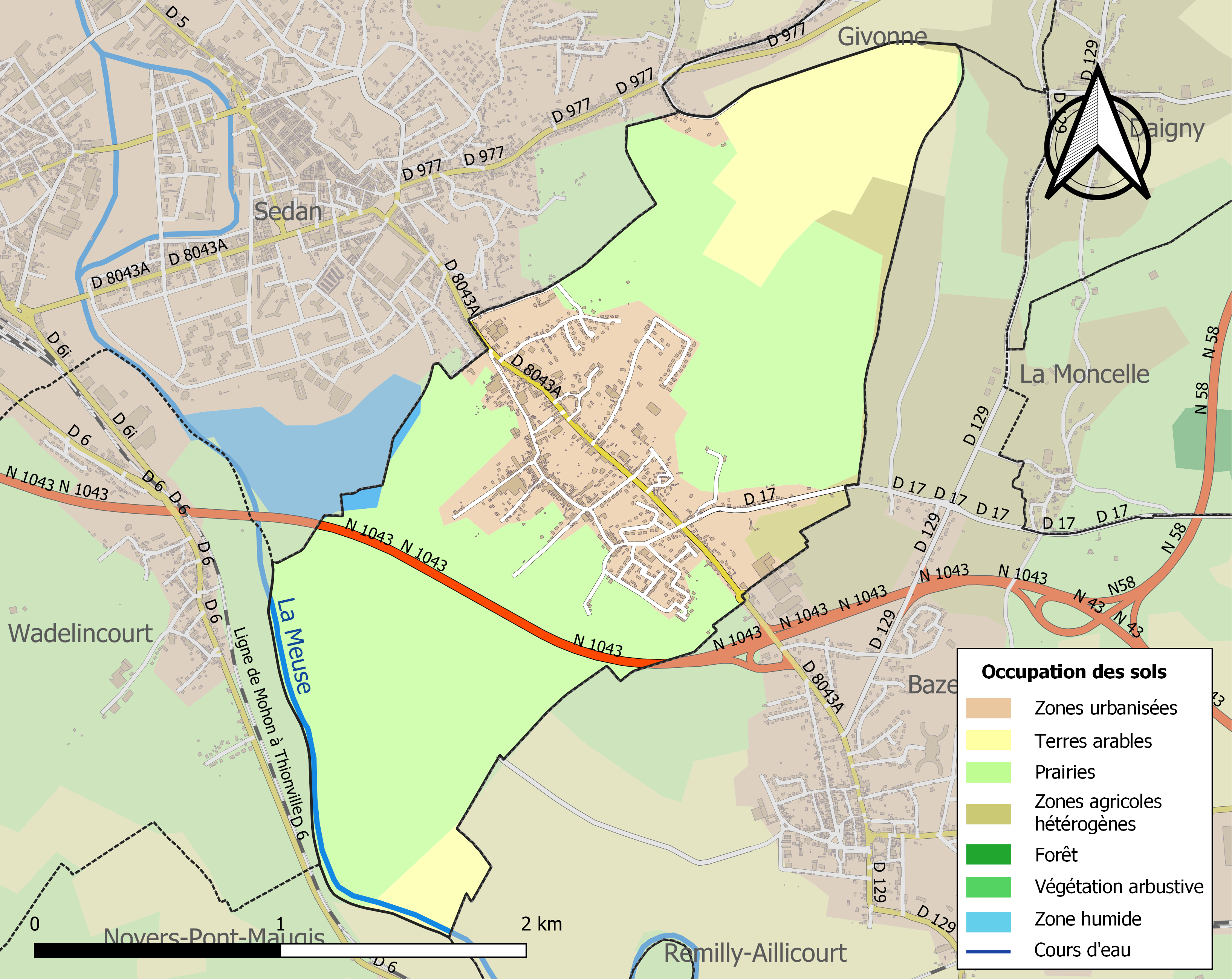
Carte des infrastructures et de l'occupation des sols de la commune en 2018 (CLC).

## Toponymie
Issu du gaulois *balano- et de dunon avec pour sens « Colline-aux-Genêts ». En ancien français balain signifie « faisceau de genêts ».

## Histoire
De 1560 à 1642, Balan fait partie de la principauté de Sedan.

## Politique et administration

### Liste des maires
| Période                                  | Période  | Identité                | Étiquette | Qualité                                                   |
| ---------------------------------------- | -------- | ----------------------- | --------- | --------------------------------------------------------- |
| 1875                                     | 1890     | Jean-Baptiste Somveille |           |                                                           |
| 1913                                     | 1919     | Jules Michaux           |           |                                                           |
| 1919                                     |          | André Baseille          |           |                                                           |
| 1934                                     | 1935     | Édouard Taltasse        |           |                                                           |
| 1977                                     | 1995     | Jacques Dumont          |           |                                                           |
| mars 2001                                | mai 2020 | André Drouard           | DVD-LR    | Conseiller départemental du canton de Sedan-3 (2015-2021) |
| mai 2020                                 | En cours | Alban Collinet,         | DVD       | Conseiller départemental depuis 2021                      |
| Les données manquantes sont à compléter. |          |                         |           |                                                           |

### Élections locales
Alaban Collinet, ancien conseiller d'opposition, est élu en 2020, soutenu par le maire sortant, contre la liste construite par l'ancien premier adjoint. Ses opposants boycottent la première séance du conseil municipal, organisée en mai 2020 après la période de confinement à la suite de la crise sanitaire Covid-19, et durant laquelle il est élu maire.

## Démographie
L'évolution du nombre d'habitants est connue à travers les recensements de la population effectués dans la commune depuis 1793. Pour les communes de moins de 10 000 habitants, une enquête de recensement portant sur toute la population est réalisée tous les cinq ans, les populations de référence des années intermédiaires étant quant à elles estimées par interpolation ou extrapolation. Pour la commune, le premier recensement exhaustif entrant dans le cadre du nouveau dispositif a été réalisé en 2007.

En 2022, la commune comptait 1 596 habitants, en évolution de −1,05 % par rapport à 2016 (Ardennes : −2,97 %, France hors Mayotte : +2,11 %).
| 1793 | 1800 | 1806 | 1821 | 1831  | 1836  | 1841  | 1846  | 1851  |
| ---- | ---- | ---- | ---- | ----- | ----- | ----- | ----- | ----- |
| 632  | 646  | 662  | 811  | 1 068 | 1 196 | 1 115 | 1 245 | 1 274 |

| 1866  | 1872  | 1876  | 1881  | 1886  | 1891  | 1896  | 1901  | 1906  |
| ----- | ----- | ----- | ----- | ----- | ----- | ----- | ----- | ----- |
| 1 510 | 1 545 | 1 736 | 1 676 | 1 693 | 1 606 | 1 496 | 1 458 | 1 432 |

| 1911  | 1921  | 1926  | 1931  | 1936  | 1946  | 1954  | 1962  | 1968  |
| ----- | ----- | ----- | ----- | ----- | ----- | ----- | ----- | ----- |
| 1 400 | 1 299 | 1 335 | 1 351 | 1 410 | 1 214 | 1 344 | 1 518 | 1 461 |

| 1975  | 1982  | 1990  | 1999  | 2006  | 2007  | 2012  | 2017  | 2022  |
| ----- | ----- | ----- | ----- | ----- | ----- | ----- | ----- | ----- |
| 1 419 | 1 376 | 1 568 | 1 612 | 1 648 | 1 653 | 1 591 | 1 618 | 1 596 |

## Héraldique
| Armes de Balan | Les armes de Balan se blasonnent ainsi : Parti : au 1er d'azur au chevron d'or, au 2e d'argent à la fasce de gueules chargé d'une étoile d’or accompagné de deux merlettes de sable, une en chef et une en pointe. |

## Culture locale et patrimoine

### Lieux et monuments
Plusieurs anciennes usines sont à l'inventaire des Monuments historiques.

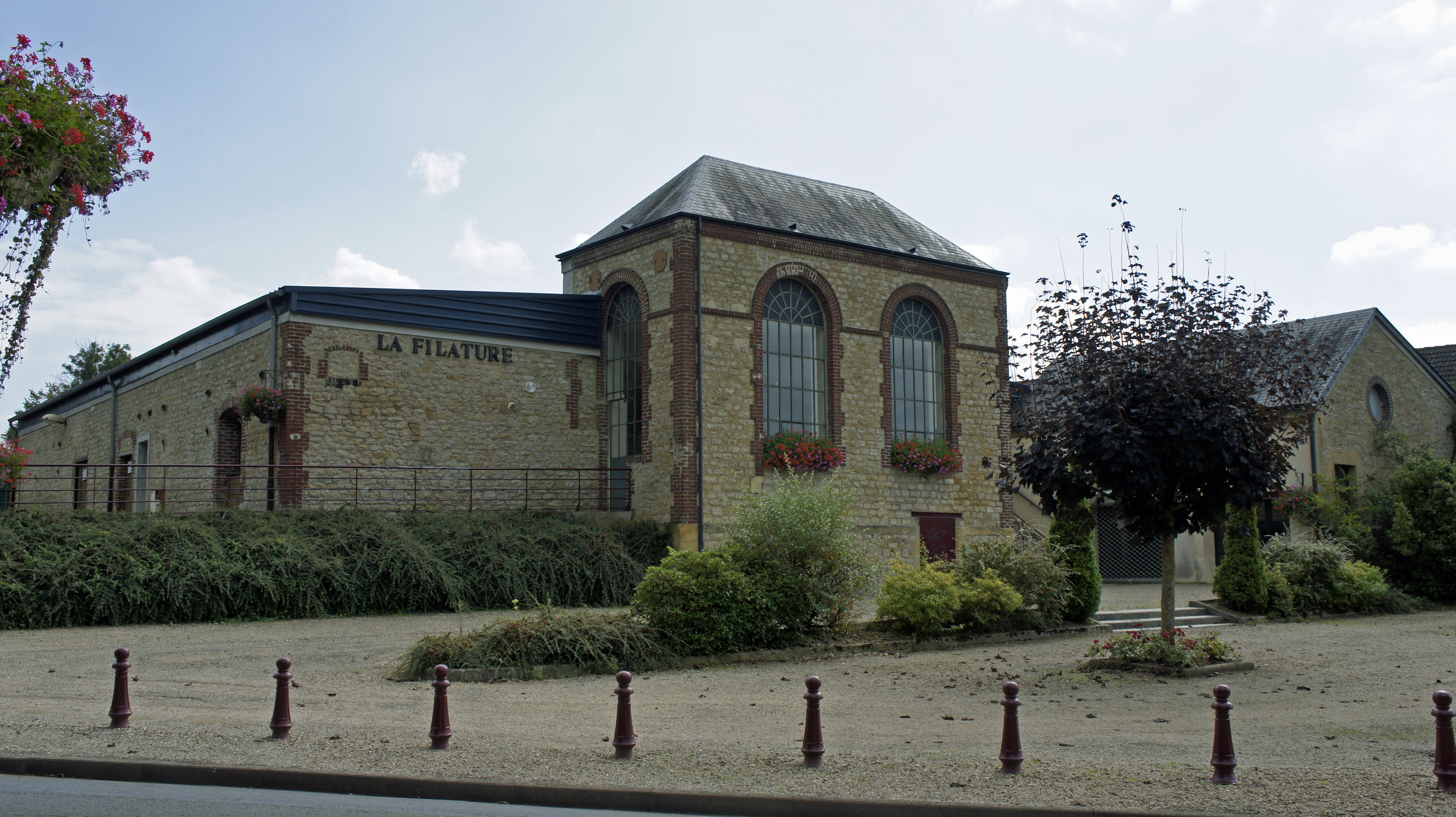
Ancienne filature Bonhomme.

- Église Notre-Dame de Balan.

### Personnalités liées à la commune
- Jean-Baptiste Herbin-Dessaux (1765 - 1832), général français de la Révolution et de l'Empire, décédé à Balan.
- Élisabeth Lion (1904 - 1988), aviatrice française, née à Balan.